# Friedrich IV. (Schleswig-Holstein-Gottorf)

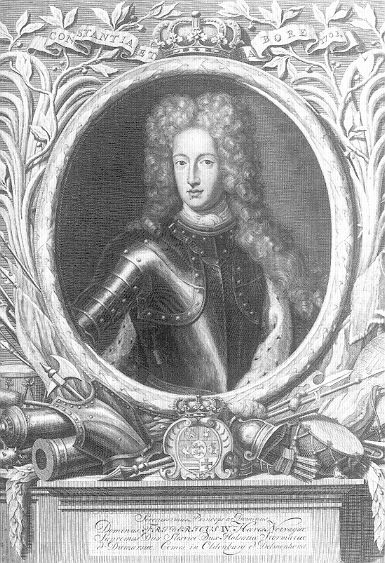
Friedrich IV. von Schleswig-Holstein-Gottorf (Kupferstich von Pieter van Gunst nach einem Gemälde von Ludwig Weyandt, 1704)

Wappen des Friedrich IV.

Friedrich IV. (* 18. Oktober 1671 auf Schloss Gottorf (Schleswig); † 19. Juli 1702 in der Schlacht bei Klissow, gefallen) war Herzog von Schleswig-Holstein-Gottorf von 1695 bis 1702.

## Jugend
Friedrich war der älteste Sohn von Christian Albrecht und dessen Frau, der dänischen Prinzessin Friederike Amalie. Sein Vater verfolgte eine Politik der Ablösung des Herzogtums vom Königreich Dänemark. Während Friedrichs Kindheit wurde das Herzogtum zweimal von dänischen Truppen besetzt und die herzogliche Familie musste Schloss Gottorf verlassen und in Hamburg Zuflucht suchen. Erst der Altonaer Vergleich von 1689 zwang den dänischen König Christian V., dem Herzog seine Länder zurückzugeben.
Als Friedrich 15 Jahre alt war, wurde ihm der Jurist Johann Ludwig von Pincier als Hofmeister zugeteilt. Dieser begleitete ihn auf seine Kavalierstour durch Europa und erlangte großen Einfluss auf den neun Jahre jüngeren künftigen Herzog.

## Regierungszeit
Friedrich wurde 1695 Nachfolger seines Vaters. Sofort beendete er die erst wenige Jahre zuvor besiegelte Politik der Annäherung des Herzogtums an das Königreich Dänemark  und beanspruchte wieder die vollständige Souveränität seines Landesteils. Er entließ die Ratgeber seines Vaters, die für eine Verständigungspolitik mit Dänemark gewesen waren. Damit stiegen sein Hofmeister Pincier und dessen Schwager Magnus von Wedderkop zu den mächtigsten Männer in der Regierung auf.
Friedrich heiratete am 12. Mai 1698 in Karlberg Prinzessin Hedwig Sophia (1681–1708), die älteste Tochter von König Karl XI. von Schweden. Mit dieser Hochzeit vertiefte er die von seinen Vorgängern gepflegte enge Beziehung Schleswig-Holstein-Gottorfs mit Schweden. Durch diese Ehe kam die schwedische Thronfolge an das Haus Schleswig-Holstein-Gottorf; erster König aus dieser Familie wurde 1751 schließlich Friedrichs Neffe Adolf Friedrich. Ebenfalls 1698 nahm er Georg Heinrich von Görtz in seinen Dienst. Friedrich hielt sich in den folgenden Jahren mehrmals in Schweden auf und wurde zum Generalissimus der schwedischen Truppen in Deutschland ernannt.
Als Ausdruck seines Anspruchs, ein souveräner Herrscher zu sein mit dem Recht auf ein eigenes Heer, Bündnisse und Befestigungsanlagen begann er mit dem Wiederaufbau der 1697 von Dänemark zerstörten Schanze bei Stapelholm. Der Tod seines Schwiegervaters 1699 veranlasste den dänischen König Christian V. die Befestigungen wieder schleifen zu lassen.

### Teilnahme am Nordischen Krieg
Ebenfalls 1699 starb auch Christian V., und dessen Sohn Friedrich IV. folgte ihm auf den Thron. Er verbündete sich sogleich mit August dem Starken und Peter dem Großen gegen Schweden. Während August der Starke mit seinem Angriff auf das schwedische Livland den Großen Nordischen Krieg begann, versuchte König Friedrich IV. die herzoglichen Anteile des Herzogtums Schleswig zu gewinnen. Er marschierte mit seinen Truppen in Schleswig-Holstein ein und belagerte die Festung Tönning. Friedrich erhielt Unterstützung von seinem Schwager Karl XII. von Schweden, dessen Armee Kopenhagen bedrohte. Im Frieden von Traventhal wurde Dänemark gezwungen, die Gottorfer Herrschaft in Schleswig anzuerkennen und Herzog Friedrich eine hohe Entschädigung zu zahlen. Damit war der Herzog offiziell dem dänischen König gleichgestellt. Gleichzeitig wurden beide Herrscher verpflichtet, zur Verteidigung der Herzogtümer zusammenzuarbeiten.
Durch den Traventhaler Vertrag befand sich Schleswig-Holstein-Gottorf auf dem Höhepunkt seiner Macht. Friedrich ließ Schloss Gottorf von Nicodemus Tessin, der auch für den Neubau des Stockholmer Schlosses verantwortlich war, zu einer Barockresidenz ausbauen und erweiterte es um den repräsentativen Südflügel. Auch den von seinem Vater begonnenen Ausbau der Schlösser in Eutin, Kiel und Tönning führte er fort.

### Tod
Friedrich schloss sich dem schwedischen Heer bei dessen Feldzug gegen Russland und Polen an und fiel 1702 in der Schlacht bei Klissow durch eine Kanonenkugel. Über dieses Ereignis berichtet die schwedische Feldkanzlei:
„Das feindliche Lager [der Alliirten] war auff dreyen Seiten von einem Morast bedecket/ und vermuthete der  Feind/ daß wir selbigen passiren würden;  Der  König [Karl XII.] aber nahm einen andern Weg und ließ den lincken Flügel [der vom Herzog Friedrich IV. befehligt wurde]/ so weit es geschehen konte/ avanciren/ umb dem rechten Flügel der Feinde in die flanqve zu gehen/ welches auch/ unerachtet des feindlichen canonirens, glücklich bewerckstelliget wurde/ wodurch wenig Leute erleget wurden/ und würde auch keinen sonderlichen Verlust verursachet haben/ wan nicht der Hertzog von Holstein/ noch ehe und bevor Wir mit dem Feind ins Hand=gemenge kahmen/ von einer feindlichen Kugel were getroffen worden. Er ward dadurch so tödtlich blessiret/ daß er wenig Zeit hernach mit grosser Standhafftigkeit seinen Geist auffgab.“
Für Friedrichs erst zweijährigen Sohn Karl Friedrich (1700–1739)  übernahm zunächst dessen Mutter die Regentschaft, nach deren Tod 1708 Friedrichs Bruder Christian August. Die Regierung führte Georg Heinrich von Görtz. Karl Friedrich heiratete Anna Petrowna, die älteste Tochter von Peter dem Großen von Russland, und wurde Vater des späteren Zaren Peter III.